# Giovanni Roselli
Giovanni (John) Roselli (n. 23 de septiembre de 1981 - ), más conocido como Romeo Roselli es un luchador profesional y actor. Roselli es conocido por su paso en la empresa World Wrestling Entertainment, en su marca RAW, donde luchó bajo el nombre de Romeo.

## Carrera

### Inicios
Giovanni Roselli comenzó a entrenar luego de graduarse de High School, junto con su amigo Tom Matera (Antonio Thomas).
Entre 1998 y 2000, Roselli luchó como heel en la promoción Junior Pro Wrestling Association, bajo el nombre de Johnny Heartbreaker. Roselli además luchó en la BG East Wrestling como Johnny Romano. Su primera lucha importante fue el 25 de mayo de 2001, cuando se enfrentó a King Kong Bundy, de donde salió derrotado.
Roselli ganó el Campeonato en Parejas de la NEPW junto con Mike Preston el 13 de julio de 2002, siendo éste su primer campeonato en su carrera. Posteriormente ganó el Campeonato en Parejas de la EWA junto con Antonio Thomas el 23 de enero de 2004, tras derrotar a Thomas Cueball & Nick McKenna. Luego de perder este último campeonato, Roselli y Thomas se trasladaron a la World Wrestling Entertainment (WWE), pero dejaron la compañía para ir a entrenar a la Ohio Valley Wrestling (OVW) en junio de 2004.

### Ohio Valley Wrestling (2004-2005)
El 1 de noviembre de 2004, Roselli debutó en la Ohio Valley Wrestling (OVW). En dicha empresa siguió formando equipo con Antonio y fueron utilizados como jobbers, debido a que en toda su estadía en la OVW no ganaron ningún combate.
Roselli además de luchar en la OVW fue utilizado en algunos combates en HEAT, el 3 de enero y 14 de febrero de 2005. Ambos combates fueron contra The Hurricane y Rosey, los cuales perdió.
Durante su paso por esta empresa, Roselli cosechó derrotas frente a equipos de luchadores como Matt Morgan & Kevin Fertig y MNM. Finalmente, el 16 de febrero de 2005, Roselli firmó un contrato con la World Wrestling Entertainment (WWE), y fue asignado a su marca RAW.

### World Wrestling Entertainment (2005-2006)
El 18 de abril de 2005, Roselli debutó en la WWE bajo el nombre de Romeo. En su primer combate ese mismo día, formó equipo con Antonio (dentro del equipo llamado The Heart Throbs) para enfrentarse a William Regal y Tajiri por el Campeonato Mundial en Parejas, combate en el cual Regal & Tajiri salieron victoriosos. The Heart Throbs recibieron una nueva oportunidad por el campeonato en Backlash, pero no pudieron ganar la lucha. En las ediciones de HEAT de 2 y 23 de mayo, Romeo y Antonio derrotaron a la pareja de William Regal y Tajiri, convirtiéndode en los primeros retadores al Campeonato Mundial en Parejas.
La condición de retadores de Romeo y Antonio los llevó a entrar en un feudo con los entonces Campeones Mundiales en Parejas The Hurricane y Rosey. The Heart Throbs recibieron 4 oportunidades por los Campeonatos Mundiales en Parejas: dos en HEAT, una en RAW y una en Vengeance. De todas aquellas luchas salieron derrotados.
El dúo de Romeo y Antonio, luego de su feudo con Hurricane y Rosey y durante el resto del año 2005, entró en una seguidilla de cortas rivalidades, dentro de las cuales destacan una con Viscera, una con Eugene y Tajiri y otra con Lance Cade y Trevor Murdoch. Además, en tres ediciones de RAW, Romeo y Antonio fueron derrotados por Kane y The Big Show, siendo el tercer combate una lucha en desventaja en contra de Kane. Después de su derrota con Kane, Romeo fue sacado de la televisión hasta por cerca de un mes.
A su regreso, el 23 de enero de 2006, The Heart Throbs fueron presentados al público como faces y comenzaron a ganar popularidad. Sin embargo, el 6 de febrero en RAW, ambos participaron en su última lucha antes de ser despedidos el 10 de febrero de 2006.

### Circuito independiente
Tras irse de la WWE, Giovanni participó en varias empresas independientes de los Estados Unidos, incluyendo la ECB Championship Wrestling, Next Wave Wrestling, United Wrestling Association, Bluegrass Championship Wrestling y la North East Wrestling.
Sin embargo, la World Wrestling Council (WWC) ofreció a Roselli un contrato de corta duración para que luchara en esta empresa puertorriqueña dirigida por el padre de Carlito, Carlitos Colón.

### World Wrestling Council (2006)
Roselli llegó a la World Wrestling Council (WWC) el 31 de marzo de 2006, donde peleó contra 5 luchadores sin que le derrotaran, venciendo a Eddie Colón, Bronco, Joe Bravo, Bronco III y a Bronco #1, ganando el Campeonato Peso Pesado de Puerto Rico de la WWC en este último encuentro, el 15 de abril de 2006. Además, tuvo una pelea junto a Cupido en la New Wrestling Superstars, derrotando a Master Connection el 2 de abril. 
Luego tuvo una racha de derrotas frente a Bronco el 16 de abril, Eddie Colón el 21 de abril y otra contra Brono en una pelea en la cual el perdedor debía dejar la ciudad, el 22 de abril, perdiendo además el campeonato. Por último, el 23 de abril fue derrotado por Ash, siendo esta su última lucha en la WWC.

### Nu-Wrestling Evolution (2006-presente)

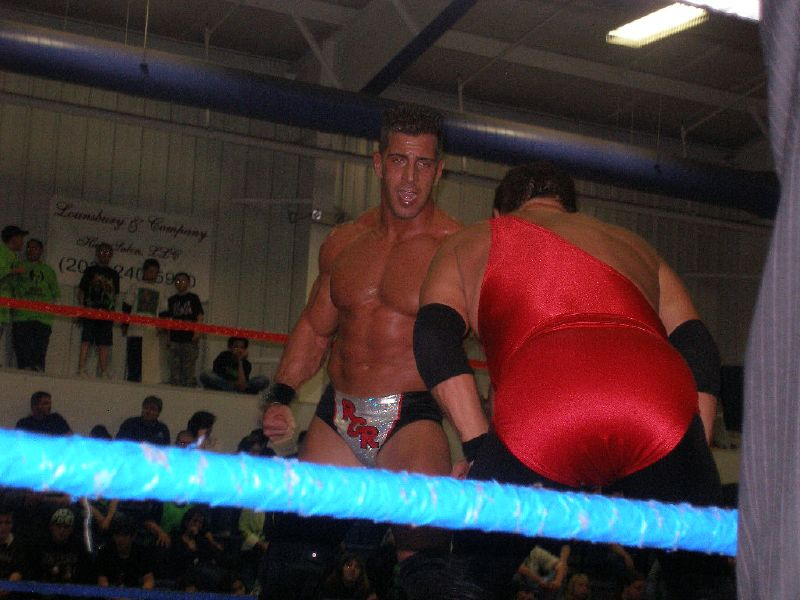
Roselli en el ring.

Roselli debutó en la Nu-Wrestling Evolution (NWE) el 1 de diciembre de 2006, en una lucha frente a Juventud Guerrera, la cual perdió. Luego, sufrió dos derrotas consecutivas frente a John Heidenreich, el 2 y 3 de diciembre. En los días posteriores derrotó a Dark Soul, Domino y Juventud Guerrera, pero fue derrotado por Domino en su revancha el 9 de diciembre.
El 10 de diciembre de 2006 en Palermo, Italia, Romeo Roselli derrotó a Vampiro, ganando el Campeonato Peso Pesado de la NWE. Su primera defensa del campeonato fue frente a Juventud Guerrera el 20 de febrero de 2007, de donde salió victorioso. Volvió a la actividad dentro de la NWE en junio de 2007, en donde retuvo el campeonato en 8 oportunidades entre el 17 y 27 de junio, incluyendo oponentes como Antonio Thomas y Hade Vansen. El 28 y 29 de junio Roselli formó equipo con Juventud Guerrera para enfrentarse a Hade Vansen y Okada, a los cuales derrotaron en ambas ocasiones.
Su última defensa exitosa del campeonato fue el 6 de julio de 2007 frente a Tommy Van Damm, ya que luego de eso, Roselli dejó la NWE para participar en otras empresas independientes. A su regreso el 19 de abril de 2008, fue derrotado por Orlando Jordan, perdiendo el Campeonato Peso Pesado de la NWE. Posteriormente, Roselli anunció que había sufrido una lesión, motivo por el cual debió perder el campeonato.

## En lucha
- Movimientos finales y de firma
  - Diving front flip neckbreaker
  - Double knee backbreaker
  - Skin the Cat[1]
  - Discus punch
  - Diving crossbody
  - Somersault plancha[1]

- Managers
  - Talia Madison

## Campeonatos y logros
- Eastern Wrestling Alliance
  - EWA Tag Team Championship (1 vez) - con Antonio Thomas

- National Wrestling Alliance
  - NWA South Atlantic Tag Team Championship (1 vez) - con Benny Blanco

- Nu-Wrestling Evolution
  - NWE Heavyweight Championship (1 vez)[20]

- New England Pro Wrestling
  - NEPW Tag Team Championship (1 vez) - con Mike Preston

- World Wrestling Council
  - WWC Puerto Rico Heavyweight Championship (1 vez)[21]

- Pro Wrestling Illustrated
  - Situado en el N°374 en los PWI 500 del 2008[22]